# سمیح داغلار
سمیح داغلار (انگلیسی: Semih Dağlar؛ زادهٔ ۸ ژانویهٔ ۱۹۹۳) بازیکن فوتبال اهل آلمان است.
از باشگاه‌هایی که در آن بازی کرده‌است می‌توان به باشگاه فوتبال بروسیا دورتموند اشاره کرد.
وی همچنین در تیم‌های ملی فوتبال Turkey national under-17 football team و Turkey national under-19 football team بازی کرده‌است.